# Handianus obsoletus
Handianus obsoletus är en insektsart som beskrevs av Alexander Fyodorovich Emeljanov 1964. Handianus obsoletus ingår i släktet Handianus och familjen dvärgstritar. Inga underarter finns listade i Catalogue of Life.